# Canon EF 24-70mm
Le EF 24-70mm f/2.8L est un zoom pour professionnel de monture EF, allant d'un grand angle à une focale normale. Il est fabriqué par Canon depuis 2002, en remplacement du 28-70mm f/2.8L.
Comme son prédécesseur, cet objectif est considéré comme ayant d'excellents contraste et rendu de couleurs, ainsi qu'un très bon piqué.

## Spécifications
Le 24-70 est équipé de joints, mais n'est pas totalement étanche pour autant. Son diaphragme à 8 lames est à peu près circulaire entre f/4 et f/8. Comme beaucoup de zooms, cet objectif montre un peu de distorsion en tonneau à sa focale la plus courte.
Une particularité de l'objectif est son fût qui est en position longue à courte focale, ce qui est contraire aux habitudes. Cela permet d'optimiser l'utilisation du pare-soleil, habituellement adaptés uniquement au plus grand angle d'un zoom : à courte focale, la lentille frontale est proche des bords du pare-soleil, et à focale normale, la lentille frontale est au fond et donc bien protégée des rayons lumineux obliques.
Ce zoom inversé est illustré par ces deux images :

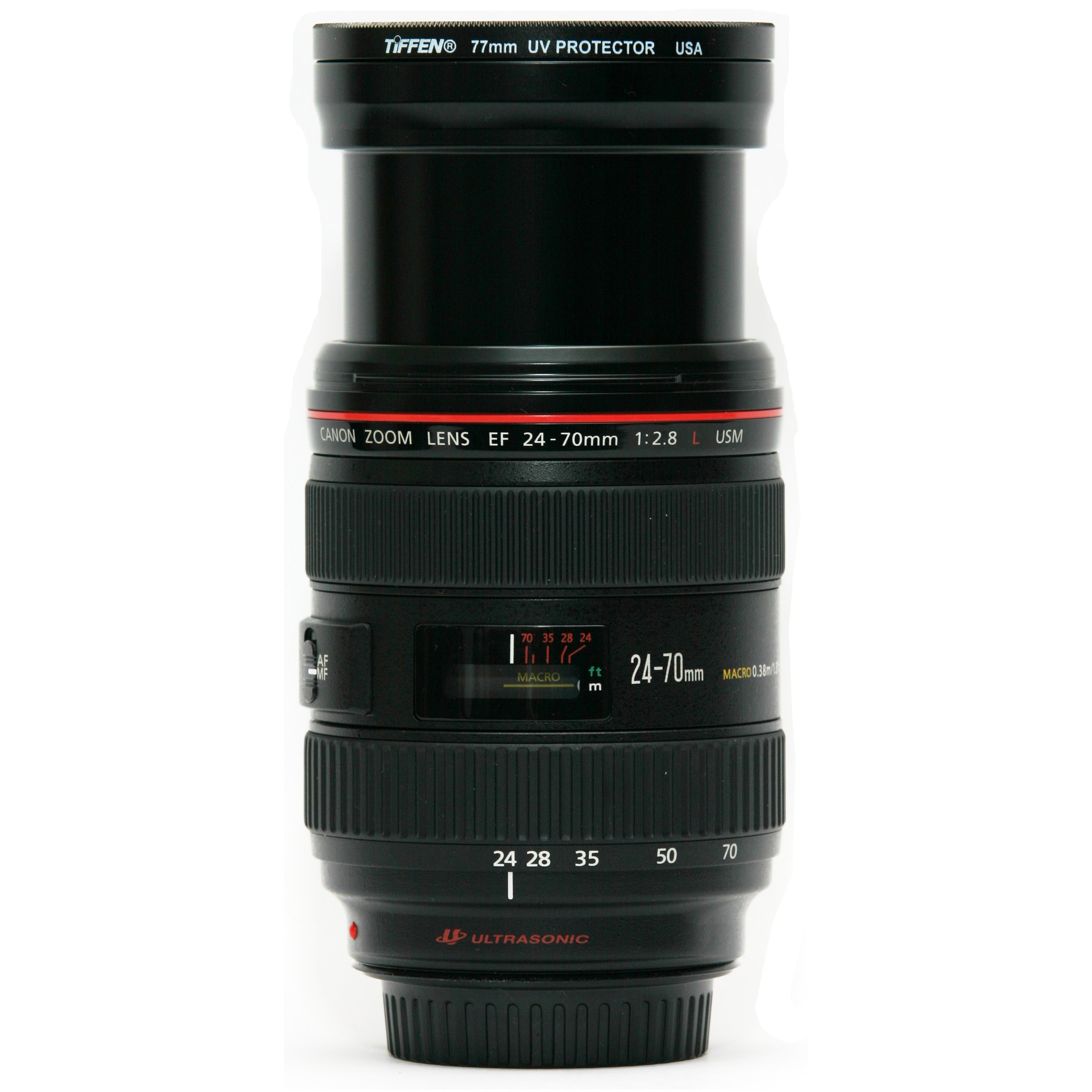
à 24 mm (avec filtre UV)
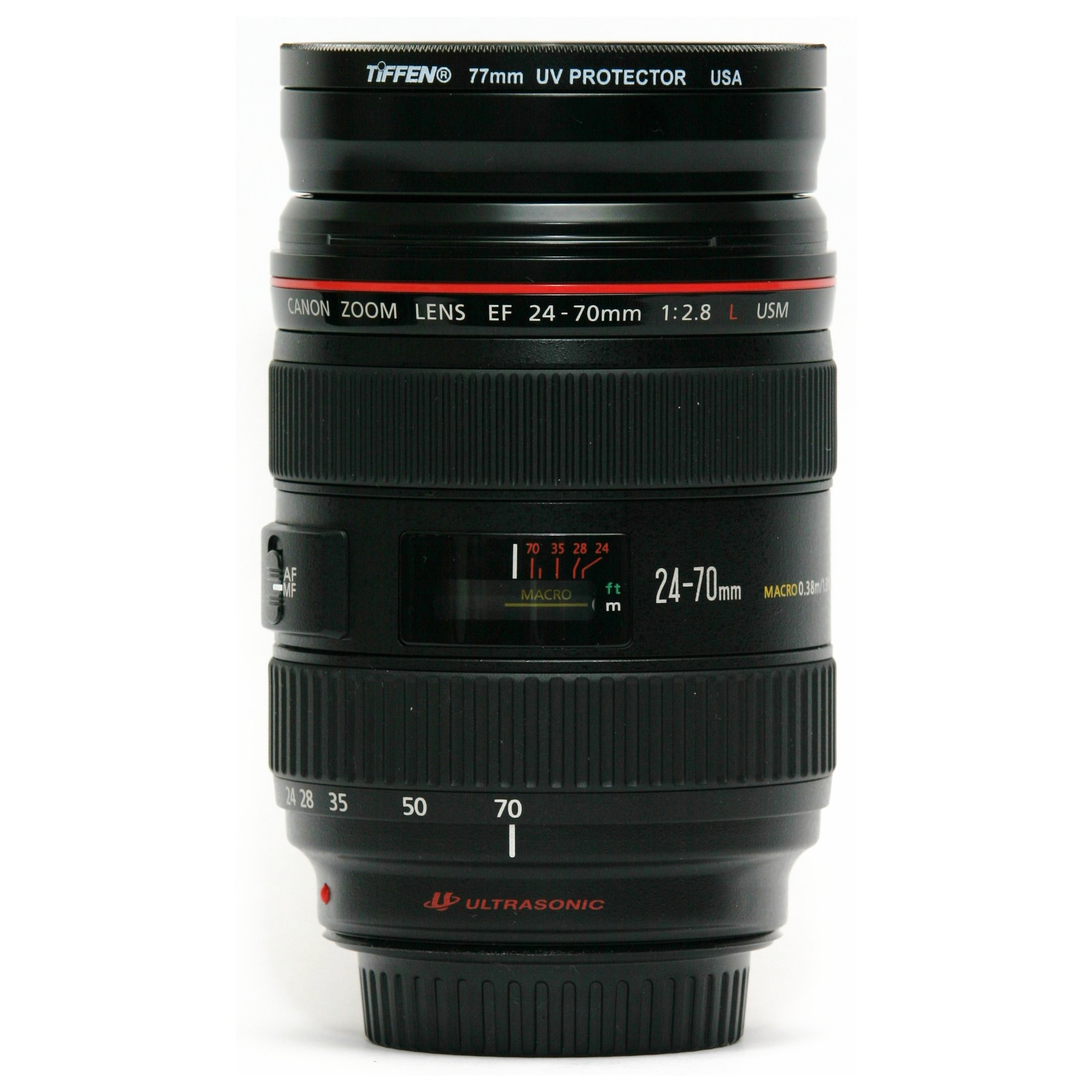
à 70 mm (avec filtre UV)

### Galerie

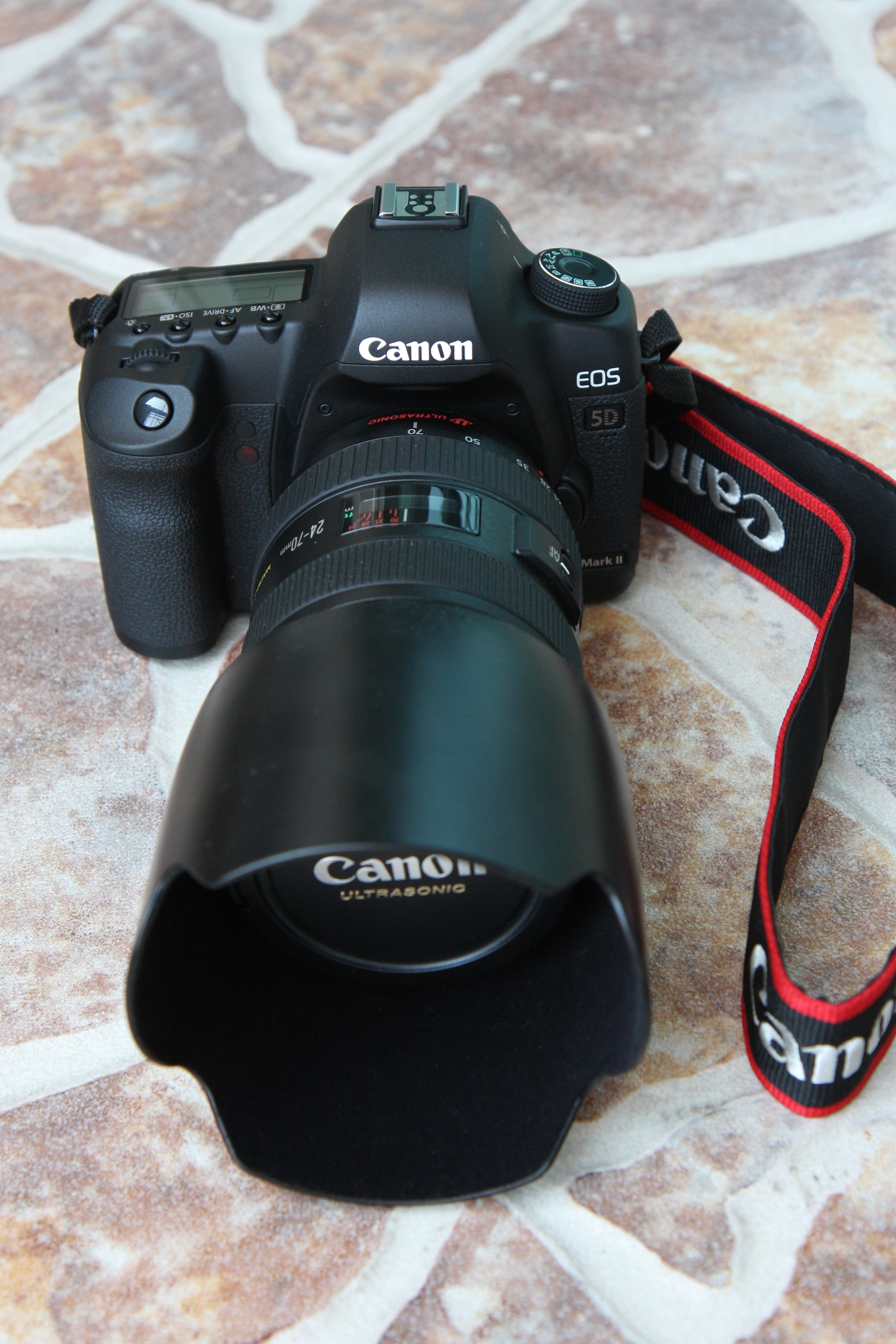
Un EF 24-70 f2.8L monté sur un Canon EOS 5D Mark II